# Ясне-Поле
Ясне-Поле (пол. Jasne Pole, нім. Hellefeld) — село в Польщі, у гміні Кротошин Кротошинського повіту Великопольського воєводства.
Населення — 261 особа (2011).
У 1975-1998 роках село належало до Каліського воєводства.

## Демографія
Демографічна структура станом на 31 березня 2011 року:
|          | Загалом | Допрацездатний вік | Працездатний вік | Постпрацездатний вік |
| -------- | ------- | ------------------ | ---------------- | -------------------- |
| Чоловіки | 133     | 23                 | 96               | 14                   |
| Жінки    | 128     | 31                 | 73               | 24                   |
| Разом    | 261     | 54                 | 169              | 38                   |